# The Truce Hurts
The Truce Hurts is de 35e animatiefilm uit de Tom en Jerry-reeks van William Hanna en Joseph Barbera. Hij ging op 17 juli 1948 in première in de Amerikaanse bioscopen.

## Plot
Tom, Jerry en Spike de buldog (hier nog Butch geheten) hebben slaande ruzie, maar waarom eigenlijk? Spike denkt dat katten, muizen en honden wel degelijk vrienden kunnen zijn; hij stelt een vredesverdrag op dat door de drie huisgenoten wordt ondertekend en voortaan leven ze in harmonie met elkaar. In het begin verloopt alles volgens afspraak, maar wanneer er een biefstuk moet worden verdeeld gaat het mis. Tom, Jerry en Spike trekken aan de biefstuk die vervolgens uit het raam vliegt en in de goot verdwijnt waarna ze elkaar met beschuldigende blikken aankijken. Spike verscheurt het vredesverdrag nadat hij die als eerste heeft geschonden, en alles begint weer van voren af aan.

## Stemcast
- Billy Bletcher - Butch
- William Hanna / Bob Laztny - Tom
- Jack Sabel - Jerry

## Matinee Mouse
Het begin- en eindfragment van The Truce Hurts werd in 1966 hergebruikt in de compilatiefilm Matinee Mouse. Tom en Jerry gaan vreedzaam naar de bioscoop om hun eigen avonturen te bekijken, maar krijgen binnen de kortste keren weer ruzie. De Tom, Jerry en Spike van het witte doek staken alsnog hun eigen gevecht en kijken glimlachend toe.